# Constantine (film)
Pour les articles homonymes, voir Constantine.
Série
Constantine 2
(Prochainement)
Pour plus de détails, voir Fiche technique et Distribution.
Constantine est un film fantastique d'horreur américano-allemand réalisé par Francis Lawrence, sorti en 2005.
Il s'agit d'une adaptation de la série de comics Hellblazer racontant les mésaventures de John Constantine.
Le film suit John Constantine, un occultiste et exorciste. Il est atteint d'un cancer du poumon en phase terminale et promis à l'enfer, en raison d'une tentative de suicide dans sa jeunesse. Après avoir manqué d'échouer lors d'une mission, en chassant un démon du corps d'une enfant, il fait la rencontre d'Angela Dodson, une policière dont la sœur jumelle, Isabel, vient de se suicider. Elle refuse pourtant de croire à cette possibilité, persuadée qu'on l'a assassinée. Constantine et Dodson, aidés de Chas Kramer et de Papa Midnight, vont tenter d'élucider ce mystère. Mais au Mexique un mineur a découvert la Lance du destin et, sous l'influence de son pouvoir, part pour Los Angeles libérer le fils de Satan. Le démon tentera de s'incarner à travers le corps d'Angela, la mission de Constantine sera de l'en empêcher.

## Synopsis
Dans un monde gouverné par la théologie, les normes et le Dieu de la religion catholique, dans le Los Angeles moderne, vit l'exorciste et médium John Constantine (Keanu Reeves), qui est capable de voir l'autre monde. Dans sa jeunesse, incapable de résister à ce don, il s'est suicidé, mais a été réanimé. Au cours de sa mort clinique, John a été envoyé en enfer. Après cela, il a commencé à combattre les démons pénétrant dans le monde, et au fil des années, il est devenu un exorciste légendaire et a défendu de nombreuses personnes. Aujourd'hui, en raison de son tabagisme, il a un cancer du poumon en phase terminale ; il doit mourir bientôt, après quoi, s'étant suicidé dans le passé, il ira en enfer. John souffre et s'indigne, ne comprenant pas pourquoi il ne peut pas être absous, bien que l'ange demi-être Gabriel (Tilda Swinton) tente d'expliquer que les motivations sont importantes pour Dieu et qu'il a accompli tous ses exploits par égoïsme, cherchant à obtenir le pardon.
Angela (Rachel Weisz), une détective de la police, cherche la cause de la mort de sa sœur jumelle Isabelle, qui a sauté du toit d’un hôpital psychiatrique, où elle est venue à cause des visions de l’autre monde. Dans leur enfance, les deux sœurs ont vu ce que les autres ne voyaient pas, mais quand les parents Isabel ont commencé à la forcer à prendre des pilules, Angela a commencé à dire qu'elle n'avait rien vu d'inhabituel. Au bout d'un moment, les visions la quittèrent vraiment. Maintenant, Angela souffre de sentiments de culpabilité et ne croit pas que sa sœur pieuse aurait pu se suicider. Angela vient demander conseil à Constantine, qui la rejette au début, mais décide, après une attaque de démons visant Angela, de l'aider. Il explique que Dieu et Lucifer ont fait un pari, dans lequel l'âme de tout le monde est en jeu. Les anges et les démons ne quittent pas les frontières du ciel et de l'enfer. Seules les races métisses sont autorisées dans le monde, ce qui peut pousser les gens vers le bien ou le mal, mais ils n'ont pas le droit de les forcer directement à agir d'une certaine manière. John "regarde brièvement" l'enfer et obtient la preuve que Isabel est vraiment là. Voulant s’assurer que John a raison, Angela demande à l’envoyer en enfer pour un court laps de temps. John accomplit la demande, avertissant qu'il retournera à la fille la capacité d'être médium et permettra de revoir les démons. Les démons eux-mêmes verront aussi ses capacités et elle ne pourra plus se tenir à l'écart.
John estime que les événements des derniers jours ne sont pas accidentels et que quelque chose de terrible s'annonce. Deux de ses anciens camarades au prix de leur vie suggèrent un indice : le fils de Lucifer, Mammon, est sur le point de rompre la trêve et de créer son royaume sur Terre. Pour pénétrer dans ce monde, il a besoin d'un médium puissant et d'une aide divine. Balthazar (Gavin Rossdale), sous la menace d'être envoyé au ciel, informe Constantine que Mammon a reçu la légendaire Lance du Destin, qui peut ouvrir la porte au monde humain. Pendant que Constantine enquête, Angela est enlevée. Il s'avère qu'elle est le support dont Mammon a besoin. Les demi-démons ont l'intention de mener le rituel de "naissance" de Mammon du corps d'une fille. Avec son jeune assistant Chas (Shia Labeouf), Constantine se rend à l’hôpital où Angela est enlevée. Après avoir détruit les démons, il interrompt le rituel et tente d'expulser Mammon d'Angela, mais Gabriel intervient. Croyant que la venue de l'enfer sur Terre purifiera les gens et les rendra dignes de l'amour de Dieu, Gabriel tue Chas et s'apprête à achever le rituel, ramasse La Lance du Destin pour ouvrir le ventre d'Angela et libérer Mammon. Constantine s'adresse alors à Dieu pour lui demander de l'aide ; mais n'ayant aucune réponse, il s'ouvre ses veines, sachant que Lucifer (Peter Stormare) apparaîtra personnellement pour son âme, ce qui finit par arriver. Constantine informe Lucifer des projets de son fils : ne voulant pas rompre les traités avec le Ciel, il arrête Gabriel, jette Mammon hors du corps d'Angela pour le renvoyer d'où il vient et détruit les ailes de Gabriel par le feu de l'enfer.
Lucifer est redevable à Constantine : en paiement, il offre de satisfaire tout désir. John demande à laisser l'âme d'Isabelle aller au paradis, bien que pour lui cela signifie la mort immédiate et l'enfer. Lucifer, après avoir libéré la jeune fille, tente de prendre Constantine, mais ne peut pas le faire : John, s'étant sacrifié, a été purifié de ses péchés. Son âme commence à monter vers la lumière céleste. En colère, Lucifer décide de ramener John dans le monde - c'est la seule chance qu'il commette à nouveau assez de péchés pour être condamné de nouveau à l'enfer. Il fait revivre Constantine, le guérit du cancer et part. Angela, Constantine et Gabriel, qui est devenue une femme mortelle, restent dans la salle. Gabrielle essaie de provoquer Constantine à la tuer, d'aller au paradis comme une mort martyre, mais John se borne à la frapper au visage, avec ces mots : « ça, ça s'appelle la douleur. Faut t'y habituer ! ».
La dernière scène est une réunion de Constantine et Angela sur le toit d'un gratte-ciel sur le fond des lumières de la ville de nuit. Constantine apporte à Angela la Lance du Destin et demande à la cacher dans un endroit sûr. À la fin de la conversation, il monte dans sa poche intérieure avec le mouvement habituel, comme s'il voulait fumer, mais sort un chewing-gum, indiquant qu'il fait un effort d'arrêter de fumer.
Dans la scène qui suit le générique, Constantine se rend sur la tombe de Chas, pose son briquet sur la pierre tombale et s'en va lentement. En entendant le bruissement des ailes par derrière, il se retourne et voit Chas en robe blanche et en ailes d'ange. Chas sourit, bat des ailes et disparaît dans le ciel.

## Fiche technique
Sauf indication contraire, les informations mentionnées dans cette section peuvent être confirmées par les bases de données cinématographiques IMDb et Allociné,  présentes dans la section « Liens externes ».
- Titre original, français et québécois : Constantine
- Réalisation : Francis Lawrence
- Scénario : Kevin Brodbin et Frank A. Cappello, d'après une histoire de Kevin Brodbin, d'après la série de comics Hellblazer de Jamie Delano et Garth Ennis
- Musique : Brian Tyler et Klaus Badelt
- Direction artistique : David Lazan
- Décors : Naomi Shohan
- Costumes : Louise Frogley
- Photographie : Philippe Rousselot et Jeff Cutter
- Son : David E. Campbell, John T. Reitz, Gregg Rudloff
- Montage : Wayne Wahrman
- Production : Lorenzo di Bonaventura, Akiva Goldsman, Benjamin Melniker, Lauren Shuler Donner, Michael E. Uslan et Erwin Stoff
  - Production déléguée : Gilbert Adler et Michael Aguilar
  - Coproduction : Cherylanne Martin et Josh McLaglen
- Sociétés de production[1] :
  - États-Unis : Donners' Company, Weed Road Pictures, 3 Arts Entertainment, Batfilm Productions et Di Bonaventura Pictures (non crédité), présenté par Warner Bros., en association avec Village Roadshow Pictures et DC Comics
  - Allemagne : en association avec Lonely Film Productions GmbH & Co. KG.
- Société de distributions : Warner Bros. ; Fox-Warner (Suisse romande)
- Budget : 100 millions de $[2]
- Pays de production :  États-Unis,  Allemagne
- Langue originale : anglais, philippin, tagalog
- Format[3] : couleur - 35 mm - 2,40:1 (Techniscope) - son DTS | Dolby Digital | SDDS
- Genre : action, fantastique, épouvante-horreur
- Durée : 121 minutes
- Dates de sortie[4] :
  - États-Unis : 16 février 2005 (première mondiale à Hollywood)[5] ; 18 février 2005 (sortie nationale)
  - France, Suisse romande : 16 février 2005[6]
  - Allemagne : 17 février 2005
  - Québec : 18 février 2005[7]
  - Belgique : 23 février 2005[8]
- Classification[9] :
  - États-Unis : interdit aux moins de 17 ans (R – Restricted)[Note 1]
  - Allemagne : interdit aux moins de 16 ans (FSK 16)
  - France : interdit aux moins de 12 ans[10]
  - Belgique : tous publics (Alle Leeftijden)[8]
  - Suisse romande : interdit aux moins de 16 ans[11]
  - Québec : 13 ans et plus (horreur) (13+ / 13 years and over)[7]

## Distribution
| - Keanu Reeves (VF : Jean-Pierre Michaël ; VQ : Daniel Picard) : John Constantine - Rachel Weisz (VF : Laura Préjean ; VQ : Camille Cyr-Desmarais) : Angela Dodson / Isabel Dodson - Peter Stormare (VF : Patrick Borg ; VQ : Pierre Auger) : Lucifer - Shia LaBeouf (VF : Franck Lorrain ; VQ : Hugolin Chevrette) : Chas Kramer - Djimon Hounsou (VF : Jean-Paul Pitolin ; VQ : Marc-André Bélanger) : Papa Midnite - Max Baker (VF : Thierry Wermuth ; VQ : Michel M. Lapointe) : Beeman - Pruitt Taylor Vince (VF : Antoine Tomé ; VQ : François Godin) : Père Hennessy - Gavin Rossdale (VF : Jean-Pol Brissart ; VQ : Claude Gagnon) : Balthazar - Tilda Swinton (VF : Isabelle Gardien ; VQ : Nathalie Coupal) : Gabriel - Jesse Ramirez : Scavenger - José Zúñiga (VF : Jean-François Aupied ; VQ : Benoît Brière) : Détective Weiss - Francis Guinan (VF : Michel Ruhl ; VQ : Daniel Lesourd) : Père Garret - Larry Cedar (en) : L'Homme vermine | - April Grace (VF : Julie Turin ; VQ : Hélène Mondoux) : Dr Leslie Archer - Suzanne Whang : Mère - Jhoanna Trias : la fille possédée - Alice Lo : vieille femme - Nicholas Downs (en) : Attendant de l'église - Tanoai Reed (en) : Videur du Midnite - Quinn Buniel : Constantine âgé de 10 ans - Ann Ryerson : la veille femme dans le bus - Stephanie Fabian : Serveuse du Molly - Connor Dylan Wryn (es) : Constantine adolescent - Laz Alonso (VF : Pierre-François Pistorio) : Agent de sécurité de la morgue - Barbara Pilavin (it) : la vieille femme sur le bus / démon - C.W. Pyun : le Coréen - John Gipson : le fumeur - Roberto Kawata (VF : Éric Herson-Macarel) : Officier de Police |

Source doublage VF : Voxofilm Source doublage VQ: Doublage Québec

## Production
Le tournage a lieu du 9 octobre 2003 au 14 février 2004. Il se déroule en Californie notamment à Compton, Los Angeles, Palm Springs, Long Beach ainsi que dans les Warner Bros. Studios de Burbank

## Bande originale
- Los Recuerdos del Troquero, interprété par Flaco Jimenez
- Take Five, interprété par The Dave Brubeck Quartet
- Passive, interprété par A Perfect Circle

## Accueil

### Accueil critique
Sur le site Rotten Tomatoes, le film détient un taux d'approbation de 46 % basé sur les critiques de 224 critiques et un score moyen de 5,4⁄10. Le consensus du site déclare: "Malgré de solides valeurs de production et une prémisse intrigante, Constantine manque du centre d'un autre tournage spirituel, The Matrix". Sur Metacritic, qui attribue une moyenne pondérée, le film en détient un 50⁄100 sur la base des avis de 41 critiques, indiquant "avis mitigés ou moyens".

### Box-office
| Pays ou région    | Box-office        | Date d'arrêt du box-office | Nombre de semaines |
| ----------------- | ----------------- | -------------------------- | ------------------ |
| États-Unis Canada | 75 976 178 $      | 16 juin 2005               | 12                 |
| France            | 1 228 248 entrées | -                          | 8                  |
| Total mondial     | 230 884 728 $     | -                          | -                  |

## Distinctions
Entre 2005 et 2006, le film Constantine a été sélectionné 12 fois dans diverses catégories et a remporté 2 récompenses,.

### Récompenses
- Fantasporto 2005 : Prix du public du meilleur long métrage pour Francis Lawrence.
- Société Américaine des Compositeurs, Auteurs et Éditeurs de Musique (ASCAP) 2006 :
  - Prix ASCAP des meilleurs films au box-office pour Klaus Badelt et Brian Tyler.

### Nominations
- Association internationale des critiques de musique de film 2005 :
  - Meilleure musique originale d’un film d'horreur / thriller pour Brian Tyler et Klaus Badelt.
- Bande-annonce d'or 2005 : Meilleure bande-annonce pour un thriller.
- The Stinkers Bad Movie Awards 2005 : Pire acteur dans un second rôle pour Peter Stormare.
- Prix du film et de la télévision MTV 2005 : Meilleur héros pour Keanu Reeves.
- Prix du jeune public 2005 :
  - Meilleur film thriller,
  - Meilleure scène de cri pour Rachel Weisz[Note 2].
- Prix Schmoes d'or 2005 :
  - Film le plus sous-estimé de l'année,
  - Personnage le plus cool de l'année pour Constantine.
- Académie des films de science-fiction, fantastique et d'horreur - Prix Saturn 2006 : Meilleur film d'horreur.
- Prix Fangoria Chainsaw 2006 : Meilleure actrice dans un second rôle pour Tilda Swinton.

## Autour du film
- John Constantine utilise l'expression « clou de cercueil » (coffin nail) en s'allumant une cigarette. Cette expression provient du nom que donnait Ernest Hemingway aux cigares qu'il appréciait tant.
- Michelle Monaghan, alors peu connue du grand public, avait tourné des scènes qui furent coupées au montage final. Seule une scène, dans laquelle elle apparait furtivement, est gardée.
- Peter Stormare, qui incarne Satan dans le film, avait passé une audition pour incarner Balthazar.
- Quand Constantine se demande s'il doit mouiller complètement Angela est une référence au film Poursuite, dont il partage l'affiche avec Rachel Weisz (la scène ou ils se réchauffent dans un bain).
- Le rappeur Népal cite un dialogue du film dans son morceau Faute de time.

## Suite
En septembre 2022, il est révélé que Warner Bros. développe une suite du film Constantine avec Keanu Reeves de retour dans le rôle-titre. Le réalisateur Francis Lawrence et le scénariste Akiva Goldsman sont également confirmés sur le projet.